# Davey Boy Smith, Jr.
Pour l’article homonyme, voir Harry Smith.
Harry Smith, (né le 2 août 1985 à Calgary) est un catcheur canadien.
Fils de Davey Boy Smith et petit-fils de Stu Hart par sa mère, il débute à la Stampede Wrestling avant de faire un passage au Japon en 2005. Il rejoint la World Wrestling Entertainment (WWE) en 2006 et commence à faire parler de lui en 2010 avec son ami d'enfance Tyson Kidd et sa cousine Natalya avec qui il forme la Hart Dynasty et deviennent champions par équipe unifié de la WWE. En 2011, la WWE le renvoie et il rejoint la New Japan Pro Wrestling en 2012 et rejoint le clan Suzuki-gun et remporte avec Lance Archer le championnat par équipe International Wrestling Grand Prix ainsi que le championnat du monde par équipe de la National Wrestling Alliance à deux reprises. Il rejoint la Pro Wrestling NOAH début 2015 avec les autres membres de Suzuki-gun et devient avec Archer deux fois champion par équipe Global Honored Crown.

## Carrière

### Débuts et circuit indépendant (1996-2006)
Harry Smith commence son entraînement dès l'âge de huit ans auprès de son père Davey Boy Smith, son oncle Bruce et son grand-père Stu Hart. Il a fait une apparition tôt à la World Wrestling Federation le 5 octobre 1996 à l'âge de dix ans et fait équipe avec son cousin Teddy Hart contre T.J. Wilson et Andrew Picarnia à un spectacle non télévisé à Calgary.
Il commence véritablement sa carrière de catcheur en 2002 toujours à Stampede Wrestling et fait aussi en mai un bref passage à la Top Rope Championship Wrestling en mai avec son père, ce sont les derniers matchs de ce dernier avant qu'il ne décède d'une crise cardiaque le 18 de ce mois,.
Le 16 janvier 2004, il devient champion poids-lourds d'Amérique du Nord de la Stampede en mettant fin au règne de Karnage. Le 26 mars, il fait équipe avec Apocalypse avec qui il remporte le titre de champion par équipe international de la Stampede après leur victoire sur Dave Swift et Johnny Devine. Le duo se sépare quelques semaines plus tard et le titre se retrouve vacant et le 4 avril Smith et Johnny Devine ne peuvent empêcher Apocalypse et Swift de devenir les nouveaux champions par équipe.
Il fait équipe avec T.J. Wilson avec qui il devient champion par équipe de la Prairie Wrestling Alliance en octobre après leur victoire dans un Iron man match opposant quatre équipes. Le 19 novembre, il perd avec Kirk Melnick le titre de champion international par équipe de la Stampede face à Duke Durrango et Karnage.
Le 8 janvier 2005, Smith et T.J. Wilson perdent leur titre de champion par équipe de la Prairie Wrestling Alliance face à Marky Mark et Phoenix Taylor. Fin janvier, il part au Japon où il travaille à la New Japan Pro Wrestling. Il retourne ensuite au Canada où il rend vacant son titre de champion poids-lourds de l'Amérique du Nord de la Stampede courant mai et fait un match non diffusé pour la World Wrestling Entertainment en ouverture de l'enregistrement de SmackDown du 2 juin,.
Le 25 février, il devient champion poids-lourds de l'AWA Pinacle après sa victoire dans un match à quatre à élimination comprenant Dave Hollenbeck, Seth Knight et Nelson Creed que Smith élimine en dernier ; il perd ce titre le 20 mai face à T.J. Wilson,.

### World Wrestling Entertainment (2006-2011)

#### Spectacles non télévisé et clubs-école (2006-2007)
Début avril 2006, Smith rencontre les responsables de la World Wrestling Entertainment (WWE) en marge de la cérémonie du WWE Hall of Fame et il signe un contrat avec la WWE quelques jours plus tard. Il ne rejoint pas dans un premier temps un des clubs-école de la WWE et participe aux spectacles non télévisés de la fédération,.
En février 2007, la WWE l'envoie à l'Ohio Valley Wrestling (OVW), un des clubs-école de la fédération basé au Kentucky, où il fait brièvement équipe avec Kofi Kingston. Il va ensuite en Géorgie à la Deep South Wrestling où il retrouve T.J. Wilson avec qui il perd un match par équipe face à Jon Bolen et Shawn Osbourne au cours de l'émission télévisé du 15 avril. Il part ensuite à la Florida Championship Wrestling (FCW) où il devient le 26 juin le premier champion poids-lourds du Sud de la FCW en remportant une bataille royale comprenant 21 catcheurs. Il retourne à l'OVW où avec son cousin Teddy Hart et sa cousine Nattie Neidhart comme valet il forme Next Generation Hart Foundation pendant l'été. Il retourne à la FCW en septembre et perd le titre de champion poids-lourds du Sud de la FCW le 16 octobre face à Afa Jr..

#### RAW et retour à la Florida Championship Wrestling (2007-2008)
Il commence à apparaitre dans les émissions principale de la WWE le 22 octobre 2007 à Raw sous le nom de DH Smith et remporte un match face à Carlito.
Le 2 novembre, la WWE le suspend 30 jours pour avoir violé la politique de bien-être pour avoir pris du Winstrol, un stéroïde anabolisant. Il revient de sa suspension au cours de l'enregistrement de Heat du 22 décembre où il obtient la victoire face à Charlie Haas.
Le 25 juin, il quitte Raw pour SmackDown au cours de la draft supplémentaire.
Il ne rejoint pas de suite SmackDown et retourne à la Florida Championship Wrestling où il fait à nouveau équipe avec T.J. Wilson avec Natalya comme valet et ils deviennent le 30 octobre champions par équipe de Floride de la FCW après leur victoire sur Joe Hennig et Sebastian Slater au cours de l'enregistrement de l'émission du 15 novembre. Ils perdent leur titre le 11 décembre au cours de l'enregistrement de l'émission du 27 face à Johnny Curtis et Tyler Reks

#### The Hart Dynasty, champion unifié par équipe puis renvoi (2008-2011)
En avril 2009, la WWE annonce que DH Smith rejoint l'Extreme Championship Wrestling au cours de la draft supplémentaire. Il change de nom de ring pour celui de David Hart Smith et remporte un match face à Finlay le 19 mai, après le combat il attaque son adversaire avec l'aide de Tyson Kidd et Natalya.
Le 26 avril 2010 à Raw, ils gagnent les titres par équipes unifiés face à Big Show et The Miz. Ils les perdent lors de Night of Champions face à Drew McIntyre et Cody Rhodes.
Le 3 avril 2011 à Wrestlemania XXVII, il perd une bataille royale à 25 personnes au profit du Great Khali. Le 25 avril 2011 à Superstars, il perd contre Zack Ryder effectuant sa dernière apparition à la WWE.

### Ring Ka King (2011-2012)
Le 22 janvier 2012, Chavo Guerrero et Bulldog Hart perdent les titres par équipe de la Ring Ka King contre Abyss et Scott Steiner.

### Retour à la NJPW (2012-2019)

#### Double IWGP et double NWA Tag Team Champion (2012 - 2014)
Le 13 août 2012, la New Japan Pro Wrestling annonça que Smith effectuera son retour le mois suivant en tant que membre du clan de Minoru Suzuki. Il effectua son premier match le 7 septembre, remportant un match avec Lance Archer, Minoru Suzuki et Taka Michinoku contre Hiroyoshi Tenzan, Satoshi Kojima, Togi Makabe et Yuji Nagata par disqualification. Le 24 septembre, la NJPW renomma Smith "Davey Boy Smith Jr.".
Le 8 octobre lors de King of Pro-Wrestling, K.E.S. remporta les IWGP Tag Team Championships en battant Kojima et Tenzan. Le 3 mai à Wrestling Dontaku 2013, K.E.S. perd les IWGP Tag Team Championships contre Tencozy lors d'un four-way match, incluant aussi Takashi Iizuka et Toru Yano, et Manabu Nakanishi & Strong Man.
Le 9 novembre lors de Power Struggle, K.E.S affronta Tencozy et The IronGodz (Jax Dane & Rob Conway) lors d'un two-fall three-way match. Lors du premier tombé, ils perdent les NWA World Tag Team Championships au profit de Dane et Conway, mais remportèrent les IWGP Tag Team Championships lors du deuxième tombé face à Tencozy.
Le 4 janvier 2014, K.E.S perd les titres par équipe IWG¨P face au Bullet Club (Doc Gallows & Karl Anderson).
Le 13 octobre lors de King of Pro-Wrestling, K.E.S. bat Tencozy et remporte les NWA World Tag Team Championships.

#### Invasion de la Pro Wrestling Noah et double GHC Tag Team Champion (2015–2016)
Le 10 janvier 2015, K.E.S., ainsi que le reste de Suzuki-gun, envahisa un show de la Pro Wrestling Noah. Lors de cette attaque, K.E.S. tabassa les GHC Tag Team Champions TMDK (Mikey Nicholls et Shane Haste). Le 11 février, K.E.S bat TMDK devenant les nouveaux GHC Tag Team Champions. Après dix défenses de titres réussies, K.E.S perd les GHC Tag Team Championships contre Naomichi Marufuji & Toru Yano le 28 mai 2016. K.E.S. récupéra les titres en battant Marufuji & Yano le 23 novembre. Ils perdent les titres face à Go Shiozaki et Maybach Taniguchi le 3 décembre. Deux jours plus tard, il fut annoncé que Suzuki-Gun en avait terminé avec la Noah concluant la storyline de l'invasion.

#### Retour de la Noah,3efoischampion par équipe IWGP et départ (2017–2019)
À la suite du retour d'Archer en août, K.E.S remporta les titres par équipe IWGP pour la troisième fois en battant War Machine et les Guerrillas of Destiny lors d'un three-way tornado tag team match le 24 septembre lors de Destruction in Kobe.
Le 4 janvier 2018 lors de Wrestle Kingdom 12, K.E.S perd les titres par équipe IWGP face à Los Ingobernables de Japon (Evil et Sanada).
Le 15 janvier 2019, Smith quitta la NJPW.

### Retour à la Major League Wrestling (2018-2020)
En 2018, Smith effectua son retour à la MLW et forma l'équipe The New Era Hart Foundation avec Teddy Hart et Brian Pillman Jr.
Le 2 février lors de SuperFight, Smith et Hart remportèrent les MLW World Tag Team Championships en battant les Lucha Brothers. Smith et Pillman perdront les titres le 13 juillet face à The Dynasty au cours d'un ladder match.
Smith remportera par la suite la MLW Opera Cup en battant Low KI lors du premier tour, Alexander Hammerstone lors du deuxième et Brian Pillman Jr en finale.
Le 2 décembre à Fusion, il perd contre Low Ki lors du premier tour de l'Opera Cup (2020). Plus tard dans la soirée, il est annoncé que Smith quittait la MLW.

### Retour à la World Wrestling Entertainment (2021)
Le 6 avril 2021, Smith avec sa famille a représenté son père à la cérémonie du WWE Hall of Fame.
Le 4 novembre 2021, il est renvoyé par la WWE.

## Palmarès
- AWA Pinnacle Wrestling
  - 1 fois AWA Pinnacle Heavyweight Championship
- Big Time Wrestling (BTW)
  - 1 fois champion poids-lourds de la BTW[48]
- Florida Championship Wrestling (FCW)
  - 1 fois champion poids-lourds du Sud de la FCW[49]
  - 1 fois champion par équipe de la FCW (avec Tyson Kidd[50])
- Hart Legacy Wrestling
  - 1 fois Stu Hart Heritage Championship
- Major League Wrestling (MLW)
  - 1 fois MLW Tag Team Championship avec Teddy Hart et Brian Pillman, Jr.[51]
  - GTC Carnival (2004) - avec TJ Wilson
  - Opera Cup (2019)
- National Wrestling Alliance (NWA)
  - 3 fois champion du monde par équipe de la NWA avec Lance Archer (2) et Doug Williams (1, actuel)[52]
- New Japan Pro Wrestling
  - 3 fois champion par équipe IWGP avec Lance Archer
- New Breed Wrestling Association
  - 1 fois NBWA Heavyweight Championship
- Next Generation Wrestling
  - 1 fois NGW Heavyweight Championship
- Prairie Wrestling Alliance
  - 1 fois PWA Tag Team Championship avec TJ Wilson
- Pro Wrestling NOAH
  - 2 fois champion par équipe GHC avec Lance Archer[53]
- Real Canadian Wrestling
  - 1 fois RCW Canadian Heavyweight Championship
- Resistance Pro Wrestling
  - 1 fois champion poids-lourds de la RPW
- Ring Ka King
  - 1 fois champion par équipe de la Ring Ka King avec Chavo Guerrero
- Stampede Wrestling
  - 2 fois champion international par équipe de la Stampede avec Apocalypse puis Kirk Melnick[7]
  - 1 fois champion poids-lourds d'Amérique du Nord de la Stampede[12]
- World Wrestling Entertainment
  - 1 fois World Tag Team Championship avec Tyson Kidd
  - 1 fois WWE Tag Team Championship avec Tyson Kidd
  - Bragging Rights Trophy (2009)

## Récompenses des magazines
- Pro Wrestling Illustrated

| Année | 2004 | 2005 | 2006 | 2007 | 2008 | 2009 | 2010 | 2011 | 2012 | 2013 | 2014 | 2015 | 2016 | 2017 | 2018 | 2019 | 2020 | 2021 | 2022       | 2023 |
| ----- | ---- | ---- | ---- | ---- | ---- | ---- | ---- | ---- | ---- | ---- | ---- | ---- | ---- | ---- | ---- | ---- | ---- | ---- | ---------- | ---- |
| Rang  | 262  | 186  | 275  | 272  | 197  | 130  | 69   | 124  | 94   | 98   | 106  | 81   | 98   | 151  | 253  | 269  | 89   | 184  | Non classé | 202  |

## Autres médias
Harry Smith est apparu dans un épisode du Monde merveilleux de Hulk Hogan.